# Stephon Castle
Stephon Javonte Castle (Covington, 2004. november 1. –) amerikai profi kosárlabdázó, a National Basketball Association-ben (NBA) a San Antonio Spurs csapatában játszik.

## Gyermekkora
Castle a Georgia állambeli Covingtonban nőtt fel, és a Newton High Schoolba járt. Elsőévesként meccsenként 16,6 pontot, 6,5 lepattanót és 3,2 gólpasszt átlagolt. Végzős évében 20,1 pontot, 9,5 lepattanót, 4,8 gólpasszt, három labdaszerzést és két blokkot átlagolt. Továbbá Castle szerepelt a 2023-as McDonald's All-American Boys Game-ben.

## Egyetemi karrier
Castle-t 2023 júniusában vették fel a Connecticuti Egyetemre. Kulcsszereplő volt abban, hogy a UConn Huskies megnyerje a 2024-es NCAA nemzeti bajnokságot. 2024. április 19-én jelentkezett a 2024-es NBA-draftra.

## NBA-karrier

### San Antonio Spurs (2024–)
Castle-t 2024. június 26-án a San Antonio Spurs a negyedik helyen választotta ki a 2024-es NBA-drafton, július 2-án írta alá újoncszerződését a Spursszel. Július 6-án debütált az NBA Nyári Ligájában, ahol 12 pontot, 6 lepattanót és 3 gólpasszt jegyzett a Charlotte Hornets elleni 97–65-re elveszített meccsen. Castle-t 2025 januárjában a Nyugati Konferencia Hónapjának legjobb újoncává választották. Február 7-én Castle karriercsúcsot dobott 33 ponttal a Charlotte Hornets ellen 117–116-ra elveszített meccsen.

## Statisztika

### NBA

#### Alapszakasz
| Év        | Csapat            | JM | KM | JP/M | MG%  | 3P%  | BD%  | LP/M | GP/M | L/M | B/M | P/M  |
| --------- | ----------------- | -- | -- | ---- | ---- | ---- | ---- | ---- | ---- | --- | --- | ---- |
| 2024–2025 | San Antonio Spurs | 81 | 47 | 26,7 | .428 | .285 | .724 | 3,7  | 4,1  | 0,9 | 0,3 | 14,7 |
| Karrier   | Karrier           | 81 | 47 | 26,7 | .428 | .285 | .724 | 3,7  | 4,1  | 0,9 | 0,3 | 14,7 |

### NCAA
| Év        | Csapat        | JM | KM | JP/M | MG%  | 3P%  | BD%  | LP/M | GP/M | L/M | B/M | P/M  |
| --------- | ------------- | -- | -- | ---- | ---- | ---- | ---- | ---- | ---- | --- | --- | ---- |
| 2023–2024 | UConn Huskies | 34 | 30 | 27,0 | .472 | .267 | .755 | 4,7  | 2,9  | 0,8 | 0,5 | 11,1 |

## Fordítás
Ez a szócikk részben vagy egészben  a   Stephon Castle című angol Wikipédia-szócikk ezen változatának fordításán alapul.  Az eredeti cikk szerkesztőit annak laptörténete sorolja fel. Ez a jelzés csupán a megfogalmazás eredetét és a szerzői jogokat jelzi, nem szolgál a cikkben szereplő információk forrásmegjelöléseként.